# 김인 (1924년)
김인(1924년 2월 15일~1998년 10월 10일)은 대한민국의 정치인이다. 제15대 전라북도지사, 제10대 경상북도지사를 지냈으며 제8대 국회의원이다.

## 역대 선거 결과
|  | 65.80% |

|  | 11.93% |